# Polanka (polana)

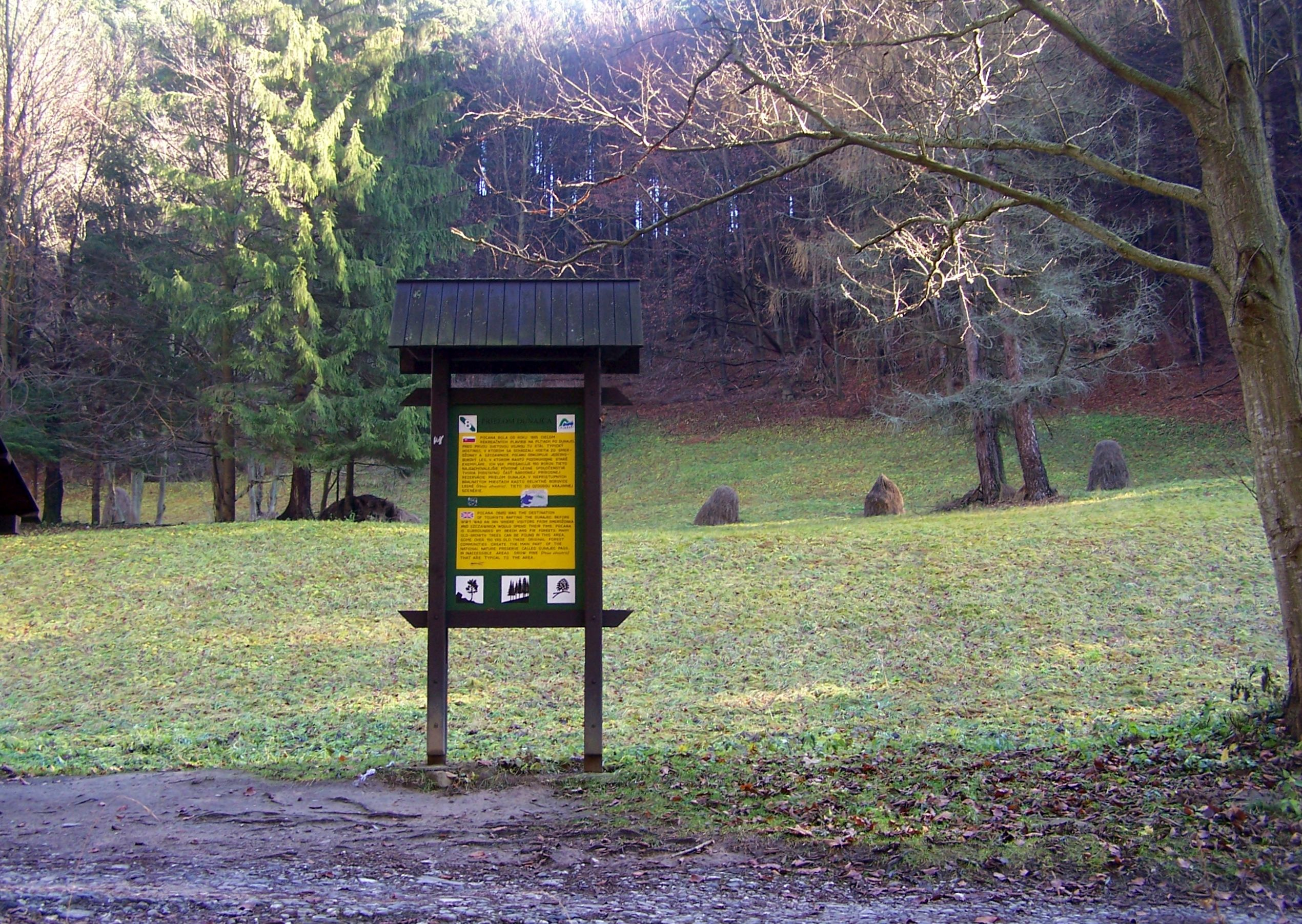
Polanka

Polanka – polana przy Drodze Pienińskiej na Przełomie Dunajca w Pieninach. Znajduje się na Słowacji, u zachodniego podnóża Golicy. Dunajec płynie w tym miejscu na prostym odcinku między Golicą a Masywem Trzech Koron i zwalnia, a ten odcinek jego biegu flisacy nazywają Leniwe.
W latach 1885–1915 na Polance stała węgierska gospoda „Csárda” (Czarda, zwana także Schroniskiem w Pieninach na Polance). Była ulubionym celem przejażdżek i spacerów polskich kuracjuszy ze Szczawnicy. Józef Nyka pisał: Po wieczornych zabawach przy cygańskich skrzypkach goście wracali Dunajcem przy świetle lampionów i bengalskich ogni. W 1893 roku Pieniński Oddział Towarzystwa Tatrzańskiego chciał schronisko to wydzierżawić – bezskutecznie.
Po zlikwidowaniu gospody Csárda, opuszczona polana zaczęła zarastać lasem. Aby temu zapobiec, jest koszona. Obecnie znajduje się na niej tablica informacyjna i wiata dla turystów. Na stokach Golicy stare lasy świerkowe z okazami prawie 200-letnich drzew, za Dunajcem, po polskiej stronie Legarkowe Skałki.